# Estación Pichamán
Pichamán es una estación de ferrocarril que se ubica en la comuna chilena de Constitución en la Región del Maule. Esta estación es detención del ramal Talca-Constitución, de trocha métrica (1000 m). El servicio de pasajeros, actualmente Tren Talca-Constitución, a principios de la década de 1990 corría con automotores Schindler. Posteriormente se han ocupado automotores Ferrostaal, hasta la fecha de hoy. Los busescarril Ferrostaal generalmente llevan una composición de un coche motor (ADIt) y un remolque (AIt).

## Historia
La estación fue inaugurada el 1 de noviembre de 1894, siendo el punto de término de la primera extensión del ramal, que se extendió desde Curtiduría hasta esta estación, quedando a 13 kilómetros de Huinganes. El edificio, que según algunas fuentes se asemejaba a las de Maquehua o Forel, fue destruido por un incendio en noviembre de 1988; sus cimientos tenían una superficie de aproximadamente 85 m². En su reemplazo se instaló un vagón de tren —que posee como fecha de construcción el 26 de noviembre de 1912— que hace de edificio de la estación.
Anteriormente en las inmediaciones de la estación existía un bosque de eucaliptus que bloqueaba la visión al río Maule, y en el sector de Pichamán antiguamente se producían vinos y madera de roble.

## Servicios actuales
- Tren Talca-Constitución